# Герб Нижньої Апші
Герб Нижньої Апші — офіційний символ села Нижня Апша, Тячівського району Закарпатської області, затверджений 5 червня 2014 р. рішенням сесії сільської ради.
Автор — А. Гречило.

## Опис герба
Щит розтятий; у правому золотому полі два зелені листки дуба, один над одним; у лівому червоному полі — срібна церква із золотими хрестами.

## Значення символів
Дубові листки вказують на місцеву гору та давнішу назву поселення — Діброва. Церква уособлює унікальну пам’ятку архітектури XVII ст. — місцеву дерев’яну церкву св. Миколая.